# José Ramón Encinar
José Ramón Encinar (* 1. März 1954 in Madrid) ist ein spanischer Dirigent und Komponist.

## Leben
Encinar besuchte das Real Conservatorio Superior de Música de Madrid und hatte Unterricht bei José Tomás (Gitarre), Genoveva Gálvez (Alte Musik), Gerardo Gombau (Musikanalyse), Cristóbal Halffter (Komposition) und Federico Sopeña (Musikwissenschaft). Von 1976 bis 1982 assistierte er Franco Donatoni bei den internationalen Meisterklassen an der Accademia Musicale Chigiana.
Das besondere Interesse Encinars als Dirigent gilt der zeitgenössischen und der Musik des 20. Jahrhunderts. Von 1973 bis 1993 leitete er das Ensemble Grupo Koan. Mit diesem spielte er neben klassischen Werken des 20. Jahrhunderts von Igor Strawinsky, Arnold Schönberg, Anton Webern, Leoš Janáček, Maurice Ravel, Francis Poulenc, Manuel de Falla, Darius Milhaud, Heitor Villa-Lobos und anderen spanische Erstaufführungen von Kompositionen Goffredo Petrassis, Luigi Dallapiccola, Franco Donatis, Luciano Berios, Pierre Boulez', Hans Werner Henzes, Wolfgang Rihms, Pascal Dusapins und Sandro Gorlis und Uraufführungen von Kompositionen von Luis de Pablo, Tomas Marco, Carmelo Bernaola, Francisco Guerrero Marín, Leonardo Balada, Joan Guinjoan i Gispert, José Luis Turina, Alfredo Aracil, David del Puerto, Jesus Rueda und anderen. Das Ensemble gastierte bei Festivals in Spanien, Portugal, Frankreich, Deutschland, den Niederlanden und Großbritannien und nahm Werke von Luis de Pablo, Román Alís, Miguel Roig-Francolí, Francisco Guerrero Marín, Pablo Riviére, Félix Ibarrondo und Carmelo Bernaola auf CD ein.
Von 1982 bis 1984 war Encinar Chefdirigent des Orquesta Filarmónica de Gran Canaria, von 1999 bis 2001 Chefdirigent des Orquesta Sinfónica Nacional Portuguesa und von 2000 bis 2013 des Orquesta y Coro de la Comunidad de Madrid. Zwischen 1996 und 1998 trat er als Dirigent beim Festival de Musica de Segovia auf. Weiterhin leitete er 1998–99 das Ensemble Proyecto Gerhard, mit dem er Werke von Bruno Maderna und Sandro Gorli und Hans Werner Henzes El Rey de Harlem aufführte, sowie als Gastdirigent alle namhaften Orchester Spaniens und Sinfonieorchester in Italien, Deutschland, Großbritannien und Lateinamerika.
Neben der Oper Figaro (1987), die in Madrid und Lissabon produziert wurde, komponierte Encinar Orchesterwerke und Kammermusik. Seine Werke wurden u. a. bei den Festivals von Royan und La Rochelle, bei der Biennale di Venezia, dem Festival Musica del nostro tempo in Mailand, beim Warschauer Herbst und dem Almeida Festival in London aufgeführt. 1998 wurde er mit dem spanischen Nationalpreis für Musik ausgezeichnet.

## Werke
- Quinteto Nº 2 für Cembalo, Harfe, Bratsche und Cello(1971)
- Homenaje a Julio Cortazar für Frauenstimme, Piccoloflöte, Flöte, Fagott und Kontrafagott (1971)
- Intolerancia für Streichorchester (1972)
- Abhava für Gitarre und Tonband (1972)
- Yantra für Posaune und Cello (1972)
- Samadhi für Flöte, Klarinette, Fagott, Geige, Bratsche und Cello (1972)
- Cum Plenus Forem Enthousiasmo für Gitarre oder Vihuela und Orchester (1973)
- Tukuna für vier Klarinetten, (1973)
- El Aire de saber cerrar los Ojos für Gitarre (1975)
- L´invito (Aria da concerto su testo del conte Carlo Pepoli) für Sopran und Klavier (1975)
- Musica per A un Amic für Flöte, Klarinette, Klavier, Geige, Bratsche und Cello (1976)
- Por Gracia y Galanía für vierstimmigen gemischten Chor (1976)
- Quinteto Nº 3 für Flöte, Oboe, Klarinette, Fagott und Horn (1976)
- Estudio de Alturas für Gitarre (1977)
- Op.15 für Solostimme und Instrumentalensemble (1977)
- Ballade für Sopran und Harfe, Text von Charles d’Orléans (1978)
- Cuerteto Nº1 “LA FOLLIA” für Streichquartett (1978)
- Cadenza für Bassklarinette (1980)
- Cancion für Frauenchor und Instrumentalensemble, Text von Luis Cerneda (1981)
- Op.22 für Klavier und Instrumentalensemble (1981)
- Op.23 für Sopran, Tenor und Instrumentalensemble, Texte von Augustinus, Johannes vom Kreuz und Rainer Maria Rilke (1982)
- Cadenza II (Ce qu´on attend de l´air) für Gitarre (1984)
- Almost on Stage für konzertierende Flöte und Klarinette und Instrumentalensemble (1985)
- Io la mangio con le mani für Instrumentalensemble (1985)
- Musica Nocturna (In memoriam Julio Cortázar) für Orchester (1985, 1992)
- Figaro, Oper (1987)
- Fragmento für Chor und zwei Bratschen (1991)
- Proyecto für Orchester (1992)
- Mide en Scéne für Klarinette und Orchester (1994)
- Pieza für Orchester (1994)
- Fantasia für Streichorchester (1997)
- Palimpsesto, ———, Omenaldia für Soloklarinette und Klarinettenquartett